# Хоєнець
Хоєнець, або Хвоєнець (пол. Chojeniec) — село в Польщі, у гміні Селище Холмського повіту Люблінського воєводства. Населення — 330 осіб (2011).

## Історія
1620 року вперше згадується церква східного обряду в селі.
За даними етнографічної експедиції 1869—1870 років під керівництвом Павла Чубинського, населення села порівну становили римо-католики та греко-католики, які розмовляли українською мовою.
У 1975—1998 роках село належало до Холмського воєводства.

## Населення
Демографічна структура станом на 31 березня 2011 року:
|          | Загалом | Допрацездатний вік | Працездатний вік | Постпрацездатний вік |
| -------- | ------- | ------------------ | ---------------- | -------------------- |
| Чоловіки | 156     | 31                 | 107              | 18                   |
| Жінки    | 174     | 42                 | 85               | 47                   |
| Разом    | 330     | 73                 | 192              | 65                   |